# Anya Pedersen
Anya Pedersen (* 1968) ist eine dänische Psychologin. 

## Leben
Von 1987 bis 1993 studierte sie Humanmedizin an der WWU Münster (2. Staatsexamen Humanmedizin) und von 1993 bis 1999 Psychologie in Münster (Diplom in Psychologie). Nach der Promotion 2004 in Psychologie und der Habilitation 2011 (Venia Legendi für das Lehrgebiet Psychologie) ist sie seit 2013 Professorin für Klinische Psychologie und Psychotherapie an der Christian-Albrechts-Universität zu Kiel.
Ihre Forschungsbereiche sind Psychotherapieforschung, Schizophrenie und subklinisches Psychose-Kontinuum, Depression und Rumination, Essstörungen, Adipositas und Craving, Trauma und Belastungsfolgestörung, Psychoonkologie, Reward Processing, ADHS und Emotionsregulation, klinische Neuropsychologie und Stigmatisierung.

## Schriften (Auswahl)
- Implicit and explicit sequence learning in schizophrenie patients. Implizites und explizites Sequenzlernen schizophrener Patienten. Münster 2004, OCLC 723285966.
- mit Tania Lincoln, Kurt Hahlweg, Karl H. Wiedl und Inga Frantz  (Hrsg.): Evidenzbasierte Leitlinie zur Psychotherapie von Schizophrenie und anderen psychotischen Störungen. Berlin 2019, ISBN 3-8017-2883-8.